# Parafia Narodzenia Najświętszej Maryi Panny w Oleszycach
Parafia Narodzenia Najświętszej Maryi Panny w Oleszycach – parafia rzymskokatolicka należąca do dekanatu Cieszanów, diecezji zamojsko-lubaczowskiej, metropolii przemyskiej. Została utworzona w 1458. Mieści się przy ulicy Adama Mickiewicza.

## Historia
W 1458 roku w Oleszycach Stanisław Ramsz ufundował drewnianą kaplicę. 18 września 1458 roku, bp Mikołaj z Błażejowa erygował parafię z wydzielonego terytorium parafii w Lubaczowie. W 1497 roku Oleszyce zostały zniszczone przez najazd Tatarów. W 1517 roku Jan Ramsz z matką Heleną odnowili uposażenie parafii i zbudowali murowany kościół. 8 września 1530 roku bp przemyski Jan Karnkowski konsekrował kościół. 
W latach 1578–1589 kościół był zajęty przez Arian. W 1589 roku katolicy odzyskali kościół. Wówczas do parafii należały: Borchów, Cewków, Dzików, Dachnów, Koziejówka, Moszczanica, Niemstów, Miłków, Ruda Mikołajewska, Płazów, Stare Sioło, Stare Oleszyce, Ułazów, Zapałów, Surmaczówka, Zabiała. W 1787 roku podczas reform józefińskich Oleszyce wraz z całym dekanatem lubaczowskim zostały włączone do Archidiecezji Lwowskiej. W 1901 roku kościół spłonął podczas pożaru.
W latach: 1903–1906 zbudowano obecny murowany kościół, w stylu neogotyckim, według projektu arch. Włodzimierza Podhoreckiego ze Lwowa. 7 września 1907 roku abp Józef Bilczewski konsekrował kościół. W latach 1970–2000 kościół był gruntownie remontowany.

## Zasięg parafii
Do parafii należą wierni z miejscowości: Borchów, Futory, Lubomierz, Oleszyce, Stare Oleszyce (nr 1-106), Sucha Wola, Uszkowce, Zabiała i Zalesie.

## Proboszczowie
Proboszczami parafii na przestrzeni dziejów byli m.in.: ks. kan. Ludwik Swadowski, ks. Józef Mroczkowski, ks. prał. Michał Goniak (1978–2008), ks. kan. Jan Dudek (2008–2021), ks. Artur Schodziński (od 2021).

## Kościoły filialne
- Kościół pw. Niepokalanego Poczęcia Najświętszej Maryi Panny w Borchowie (dawną cerkiew greckokatolicką)
- Kościół pw. MB Łaskawej – Królowej Polski w Futorach
- Kościół pw. św. Jóżefa Oblubieńca Najświętszej Maryi Panny w Zabiałej
- Kościół pw. św. Maksymiliana w Zalesiu
- Kaplica w Suchej Woli w świetlicy dawnego PGR-u.

## Galeria

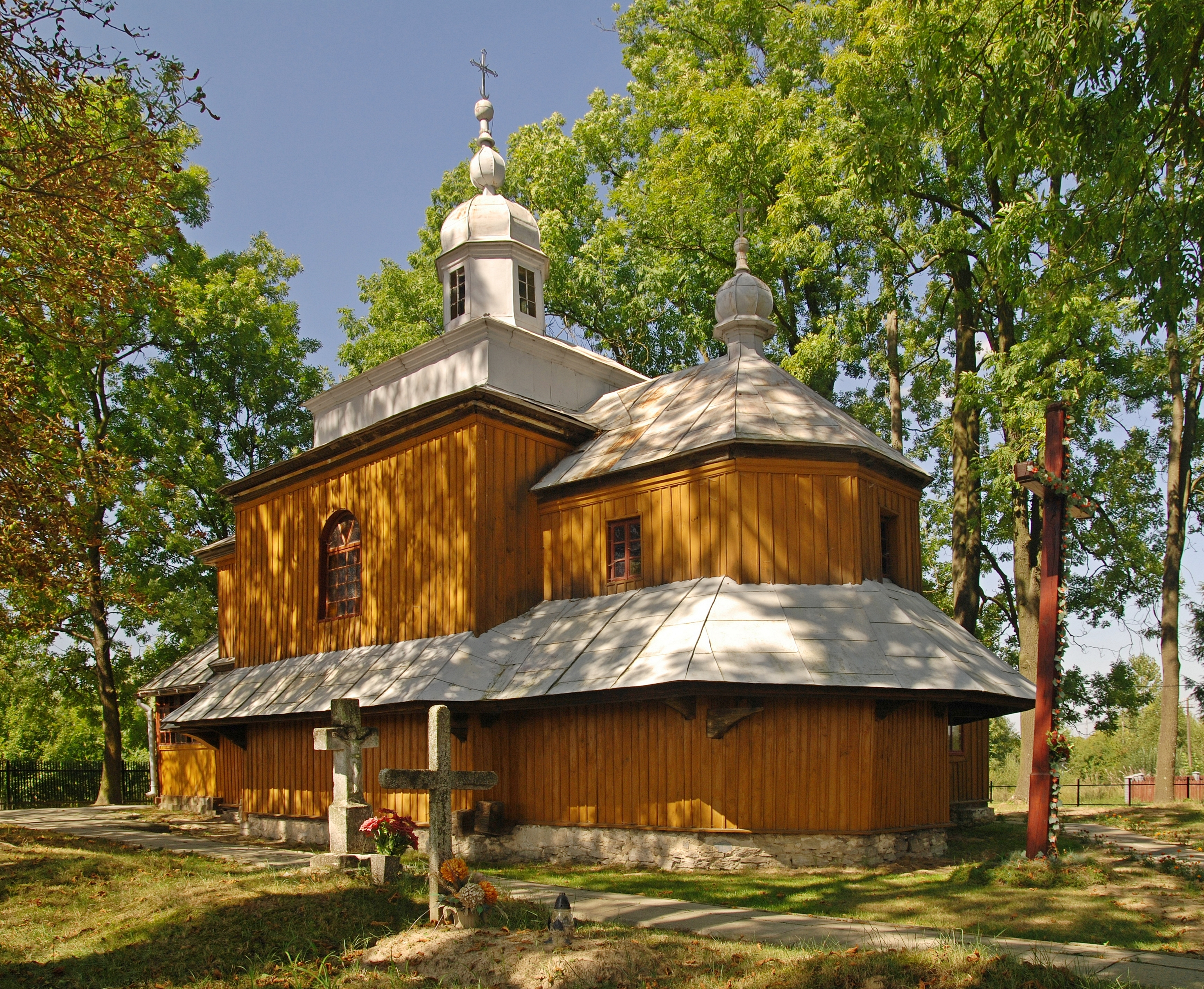
Borchów, kościół filialny w dawnej cerkwi
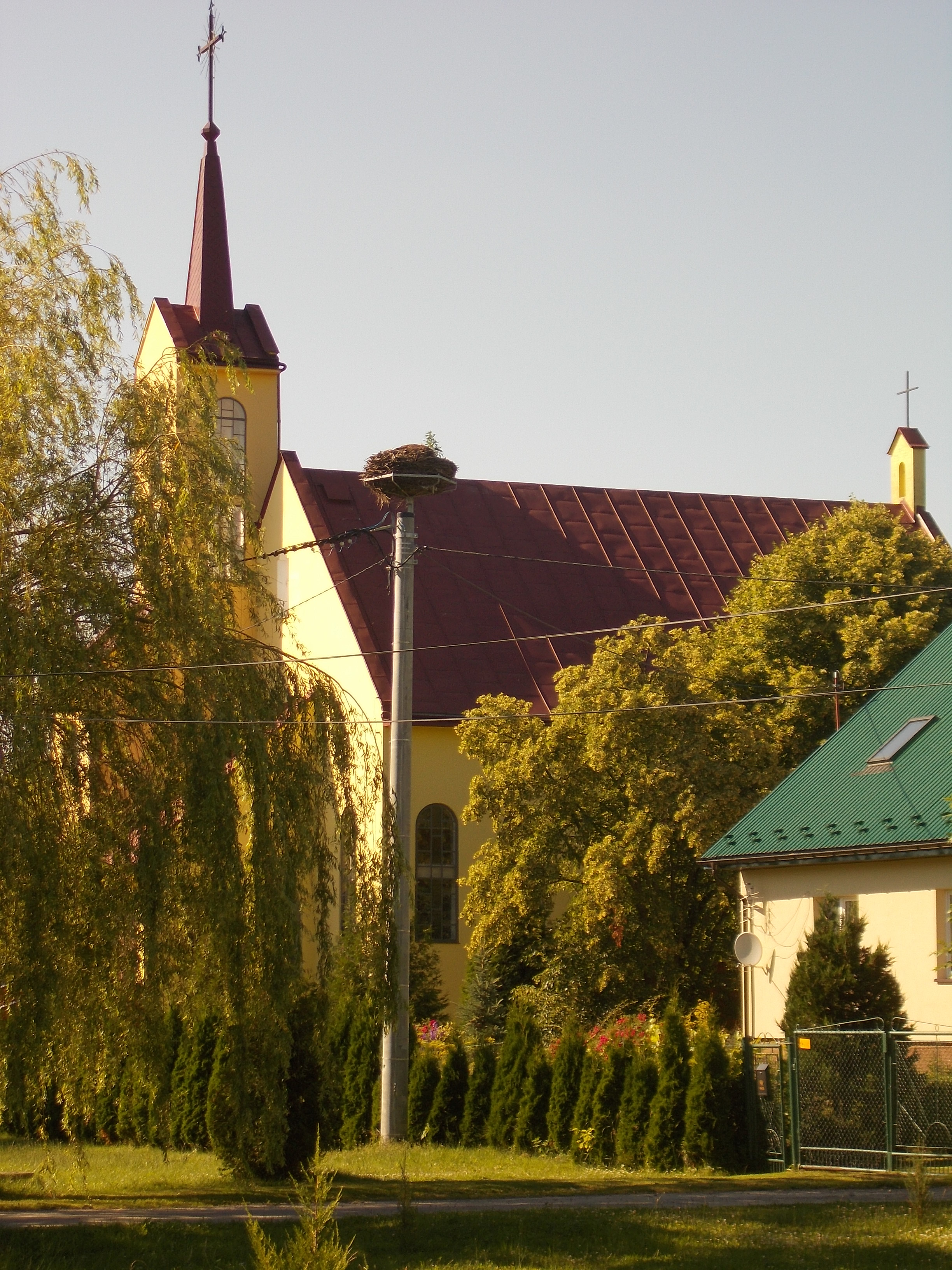
Kościół filialny pw. Matki Bożej Łaskawej w Futorach